# Ernest Shackleton
Ernest Henry Shackleton, född 15 februari 1874 i Ballitore, County Kildare, Irland, död 5 januari 1922 i Grytviken, Sydgeorgien, var en irländsk polarforskare med angloirländsk bakgrund.

## Polarexpeditionerna
Shackleton hörde till pionjärerna i forskningsfärderna in på Antarktis fastland. Vid ett försök att bli den förste vid Sydpolen 1908 kom han den 9 januari 1909 så nära som 160 km innan han vände, medveten om att ett försök att tränga ända fram hade betytt döden, eftersom det var sent på säsongen och han och följeslagarna redan var starkt utmattade. Vid hemkomsten förklarade han stolt att det nu bara var en teknisk fråga att uppnå Sydpolen. Han hyllades som en hjälte över hela världen och blev också adlad av kung Edvard VII.
Han blev mest känd för sin (misslyckade) tredje expedition till Antarktis 1914 till 1916 som han inspirerade och ledde. Tanken var från början att korsa kontinenten från ett vid den tiden helt okänt område på Weddellhavets sydkust. Expeditionsskeppet ”Endurance” körde fast i isen några dagsresor innan man skulle ankra, och drev sedan, infruset i packisen, mot nordväst. Besättningen lämnade skeppet och följde det på visst håll, och till slut besannades deras farhågor då fartyget krossades och sjönk. Under äventyrliga omständigheter lyckades man ta sig till Elefantön, en obebodd ö utanför Antarktiska halvön. För att få hjälp måste kontakt nu etableras med civilisationen.
Shackleton och fem andra seglade i en öppen båt, med primitiva instrument, över Scotiahavet till Sydgeorgien, över mer än 1 000 km öppet hav. Resan tog sjutton dygn och har ansetts som en av de största seglatser som någonsin företagits. På ön, som hade varit sista stoppet på färden två år tidigare innan man avseglade mot Weddellhavet, fick man efter att ha klättrat över bergen tvärs över ön, kontakt med norska valfångare och berättade om sitt öde. Därmed kunde man till slut få hjälp av ett större fartyg och de återstående 22 deltagarna räddades efter 4 månader. I hemlandet antogs i början av 1916 att expeditionen gått under.
En andra grupp i expeditionen landsattes vid Rosshavet i västra Antarktis och lyckades genomföra en del vetenskapligt arbete, innan den plockades upp av ett annat skepp.
I ett brev till sin fru efter Nimrodexpeditionen skrev han "Bättre en levande åsna, än ett dött lejon".
Han dog på väg ut på sin fjärde expedition (vid ett stopp på Sydgeorgien) i en hjärtattack och ligger begravd där.
Shackleton framstår för författaren Roland Huntford som en storartad ledare med ovanlig intuitiv förmåga att läsa spänningarna i en besättning full av viljestarka personer, att bemöta dem med humor och personlig karisma innan de briserade och att se till att hans män bevarade fattning och mod under till synes hopplösa förhållanden.
| ”                 | Sir Ernest Shackletons namn kommer för alltid att vara ristat i eldskrift i Antarktis historia och utforskning. | „ |
| – Roald Amundsen, | |   |

## Filmografi
Mot alla odds lyckades fotografen Frank Hurley rädda både ett rikt bildmaterial av hög klass och filmrullar av avgörande episoder under expeditionen. Filmmaterialet klipptes ihop till filmen South (1919) som restaurerats av British Museum och numera finns utgiven på DVD.
The Bottom of the World [1920] använder i stort sett samma filmmaterial men Shackleton var mera direkt involverad i detta projekt , och medverkar också som speaker.
The Endurance: Shackleton's Legendary Antarctic Expedition är en dokumentärfilm om expeditionen från 2000 av George Butler.

## Utmärkelser
Nedslagskratern Shackleton på månen är uppkallad efter honom.